# Bloque Popular de Extremadura
El Bloque Popular de Extremadura (BPEx) (en extremeño, Bloque Populal d'Estremaura) fue un partido político de Extremadura (España), inscrito en el registro del Ministerio del Interior en marzo de 1983.

## Historia
Tiene su origen en una plataforma unitaria de pequeños partidos de izquierda extraparlamentaria y personas independientes, muy activa entre 1981 y 1983.
En la provincia de Cáceres la formaban militantes del Movimiento Comunista de Extremadura (MCEx), militantes y exmilitantes de la Liga Comunista Revolucionaria, militantes de colectivos antimilitaristas, de objeción de conciencia, ecologistas, feministas y personas independientes.
En la provincia de Badajoz la militancia del Bloque estaba configurada básicamente por militantes del MCEx, del Partido Comunista de España Unificado (PCEU), del Partido de los Trabajadores e independientes.
Ideológicamente se autodefinían como "extremeñistas revolucionarios de izquierda radical" y planteaban como objetivo la revolución por medio de la autoorganización popular para la consecución de una Extremadura socialista. Participó contramanifestándose el 13 de febrero de 1983 frente a una manifestación organizada por formaciones de derecha y centroderecha (auto-denominada Bloque Cacereño Anti-Estatuto) que protestaban contra el articulado del Estatuto de Autonomía de Extremadura, donde según el propio BPEX fueron reprimidos a golpes y de malos modos por la policía, siendo llevados a comisaría a varios de ellos.
Convocó una manifestación el 14 de agosto de 1981 a Mérida en homenaje a los asesinados en Badajoz tras la toma de la ciudad por la columna de Juan Yagüe al inicio de la guerra civil española.
Asimismo "el Bloque", como popularmente se le conocía, fue el organizador y dinamizador de la "Asamblea Anti-OTAN de Cáceres" a mediados del año 1981, que agrupaba a sectores de izquierda radical cacereña, marxistas, independientes y anarcosindicalistas, frente al "Comité Ciudadano Anti-OTAN" organizado por la izquierda parlamentamentaria. La Asamblea protagonizó con notable éxito varias movilizaciones anti-OTAN en la ciudad.
Se presentaron a las elecciones a la Asamblea de Extremadura de 1983, únicamente por la circunscripción de Cáceres con José Luis Martín Galindo como cabeza de lista. La formación obtuvo 2.249 votos (un 0,4% del total, 1% en la provincia de Cáceres, donde se presentaron), sin conseguir representación. Durante la campaña para estas elecciones, el BPEX sufrió los impedimentos (ilegales) autoritarios de algunos mandos de la policía municipal de la ciudad de Cáceres para pegar su propaganda electoral en los paneles que les habían sido asignados. En esas elecciones lograron 16 concejales, 9 de ellos en el pueblo de Majadas de Tiétar.
También se presentó candidatura municipal, en Cáceres capital, encabezada por Juan María Expósito Rubio, que obtuvo algo menos de 500 votos,  el 1% de los válidos, tras ello, el BPEX se fue disolviendo en la práctica, por cansancio de la militancia y ralentización de la actividad, pero tuvo algo de continuidad ideológica a lo largo de los años ochenta en la formación independiente que mantuvo la alcaldía de Majadas de Tiétar, al frente de la cual se hallaba Belarmino Martín Galindo, y que en 1986 respondía al nombre de Bloque Extremeñista Revolucionario.
El BPEX también asistió junto al PSAN, Herri Batasuna y BNG al mitin de UPC (Unidad Popular Castellana) en Villalar en 1984.
Entre su simbología ya por aquella época hicieron uso de los colores de la bandera de Extremadura con una estrella de cinco puntas en el centro, como hoy en día hacen ciertas personas afines al soberanismo o nacionalismo extremeños.